# Ten Summoner's Tales
Ten Summoner's Tales je čtvrté studiové album anglického rockového hudebníka Stinga.

## Seznam skladeb
Autorem všech skladeb je Sting, pokud není uvedeno jinak.
| Pořadí | Název                                                                            | Délka |
| ------ | -------------------------------------------------------------------------------- | ----- |
| 1.     | If I Ever Lose My Faith in You                                                   | 4:30  |
| 2.     | Love Is Stronger Than Justice (The Munificent Seven)                             | 5:11  |
| 3.     | Fields of Gold                                                                   | 3:42  |
| 4.     | Heavy Cloud No Rain                                                              | 3:39  |
| 5.     | She's Too Good for Me                                                            | 2:30  |
| 6.     | Seven Days                                                                       | 4:40  |
| 7.     | Saint Augustine in Hell                                                          | 5:05  |
| 8.     | It's Probably Me (Sting, Eric Clapton, Michael Kamen)                            | 4:57  |
| 9.     | Everybody Laughed But You (není obsažena na původním kanadském/americkém vydání) | 3:53  |
| 10.    | Shape of My Heart (Sting, Dominic Miller)                                        | 4:38  |
| 11.    | Something the Boy Said                                                           | 5:13  |
| 12.    | Epilogue (Nothing 'Bout Me)                                                      | 3:39  |

## Obsazení
- Sting: zpěv, baskytara, harmonika, saxofon
- Dominic Miller: kytara
- Vinnie Colaiuta: bicí
- David Sancious: klávesy
- Larry Adler: chromatická harmonika
- Brendan Power: chromatická harmonika
- John Barclay: trubka
- Guy Barker: trubka
- Sian Bell: violoncello
- James Boyd: housle
- Richard Edwards: pozoun
- Simon Fischer: housle
- David Foxxe: hlas
- Paul Franklin: pedálová steel kytara
- Kathryn Greeley: housle
- Dave Heath: flétna
- Kathryn Tickell: northumberlandské dudy, housle
- Mark Nightingale: pozoun
- David Sanborn: saxofon